# ПФК Локомотив (София) през сезон 2019/20
Сезон 2019/20 е 91-вият сезон в историята на Локомотив София и 4-тият пореден сезон във Втора лига. Той обхваща периода от 20 юли 2019 г. до юни 2020 г. Поради пандемията от Ковид-19 е шампионата е прекратен в началото на месец март 2020 година и намиращия се на 3-то място, но с равни точки с Локомотив, отбор на Монтана печели бараж за класиране в по-горната лига.

## Преглед на сезона
| Турнир           | Стартиране               | Класиране                | Първи мач        | Последен мач     |
| ---------------- | ------------------------ | ------------------------ | ---------------- | ---------------- |
| Втора лига       | –                        | 4                        | 22 юли 2019      | 7 март 2020      |
| Купа на България | Втори предварителен кръг | Втори предварителен кръг | 5 септември 2019 | 5 септември 2019 |

## Състав2019/2020
26 футболисти са част от състава, като 25 записват участие в двубоите от първенството на втория ешелон на българския футбол.
Към 14 септември 2019 г.

## Втора професионална футболна лига
* Всички срещи са в българско часово време

* Последна промяна: 14 септември 2019
| Дата                 | Съперник              | Д / Г | Резултат | Голмайстори                           | Зрители | Място |
| -------------------- | --------------------- | ----- | -------- | ------------------------------------- | ------- | ----- |
| 22 юли 2019 18:30    | ЦСКА 1948 (София)     | Г     | 2–0      |                                       | 500     | 13    |
| 27 юли 2019 18:30    | Лудогорец (Разград) 2 | Д     | 2 – 0    | Домич 56', Георгиев 78'               | 700     | 8     |
| 3 август 2019 18:00  | Ботев (Гълъбово)      | Г     | 0–3      | Николов 42', Георгиев 49', Иванов 56' | 400     | 8     |
| 10 август 2019 20:00 | Пирин (Благоевград)   | Г     | 0–1      | К. Василев 81'                        | 850     | 4     |
| 17 август 2019 18:00 | Спартак_(Плевен)      | Д     | 1–0      | Георгиев 45'                          | 800     | 3     |
| 24 август 2019 19:00 | Спартак (Варна)       | Г     | 1–0      |                                       | 700     | 3     |
| 31 август 2019 18:00 | Монтана               | Д     | 0-1      |                                       | 1000    | 4     |

## Купа на България
* Всички срещи са в българско часово време

* Последна промяна: 14 септември 2019
| Дата                   | Съперник             | Д / Г | Резултат | Голмайстори | Зрители |
| ---------------------- | -------------------- | ----- | -------- | ----------- | ------- |
| 5 септември 2019 16:00 | ФК Добруджа (Добрич) | Г     | 1–0      |             |         |